# Komárov (ort i Tjeckien, Södra Böhmen)
Komárov är en ort i Tjeckien.   Den ligger i regionen Södra Böhmen, i den centrala delen av landet, 90 km söder om huvudstaden Prag. Komárov ligger 431 meter över havet och antalet invånare är 121.
Terrängen runt Komárov är platt. Runt Komárov är det glesbefolkat, med 16 invånare per kvadratkilometer. Närmaste större samhälle är Tábor, 18,8 km norr om Komárov. Omgivningarna runt Komárov är en mosaik av jordbruksmark och naturlig växtlighet.